# Milivoj Bebić
Milivoj Bebić (ur. 29 sierpnia 1959 w Herceg Novi) – chorwacki piłkarz wodny. W barwach Jugosławii dwukrotny medalista olimpijski.
Mierzący 188 cm wzrostu zawodnik mistrzem olimpijskim był w Los Angeles w 1984 (Jugosławia była jednym z państw komunistycznych, które wzięły udział w olimpiadzie), cztery lata wcześniej Jugosławia zajęła drugie miejsce. Był srebrnym medalistą mistrzostw Europy w 1985. W kadrze Jugosławii rozegrał 222 spotkania i zdobył 620 bramek. Grał w klubie POŠK ze Splitu (1975-1985) i we Włoszech (Volturno i Nervi). Przez FINA trzykrotnie wybierany najlepszym zawodnikiem globu (1982, 1984 i 1985).